# José Antonio Muñoz

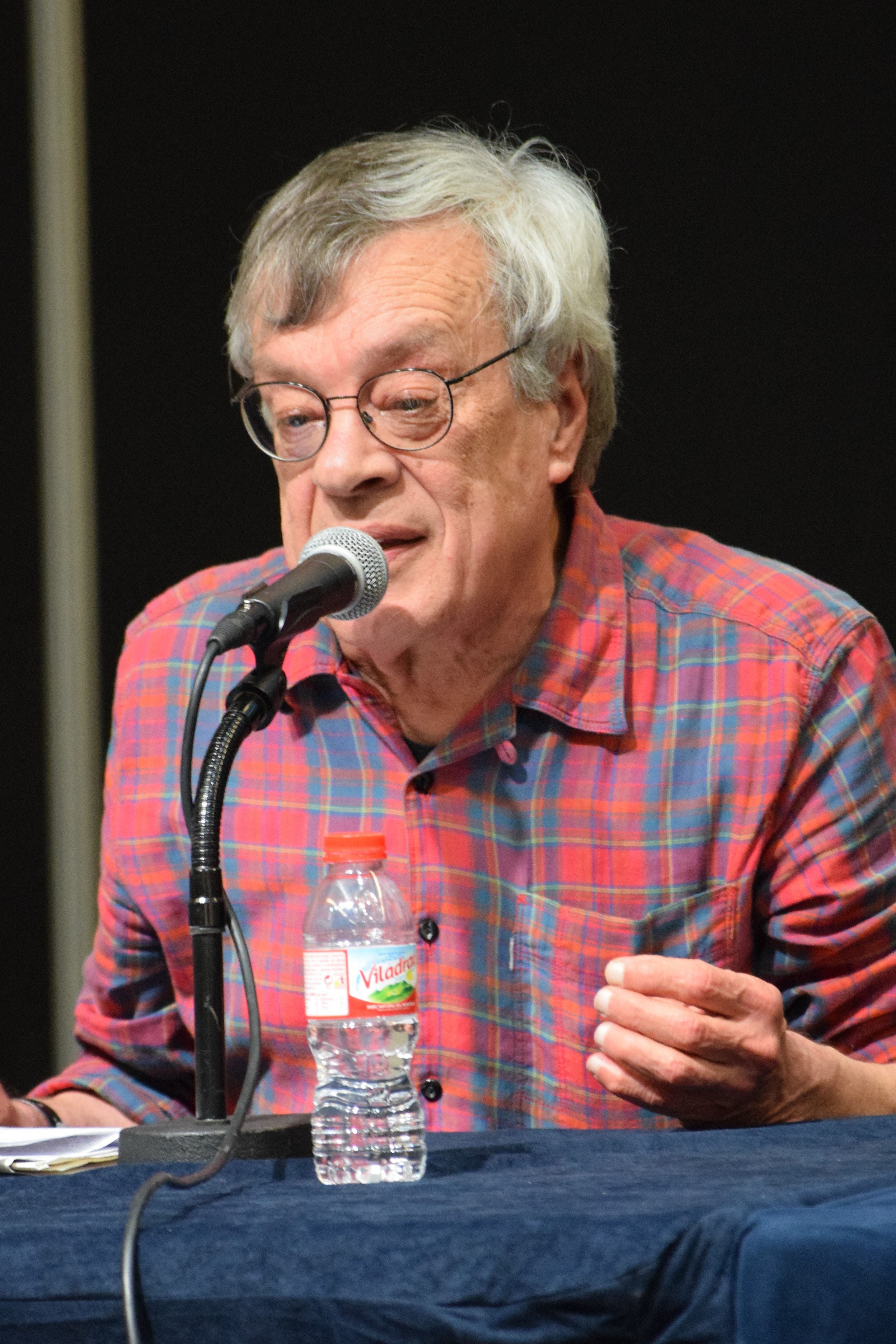
José Antonio Muñoz

José Antonio Muñoz kurz José Muñoz oder Muñoz (* 10. Juli 1942 in Buenos Aires) ist ein argentinischer Comiczeichner. Er wurde mit seinen Schwarz-Weiß-Zeichnungen bekannt, die er überwiegend in Hard-boiled-Geschichten einsetzt.

## Werdegang
Muñoz studierte an der Escuela Panamericana de Arte bei Hugo Pratt und Alberto Breccia.
Die politische und wirtschaftliche Situation in Argentinien trieben José Muñoz nach Europa. In Italien veröffentlichte er 1973 56th District. In Spanien lernte er 1974 den argentinischen Autor Carlos Sampayo kennen. Die erfolgreiche Zusammenarbeit der beiden Argentinier begann mit der Veröffentlichung der ersten Folge von Alack Sinner in der italienischen Zeitschrift alterlinus. Es folgten die Spin-offs Sophie (1977) und Joe's Bar, das 1981 für das französische Comicmagazin A Suivre entstand. Einige seiner Arbeiten wurden auf Anregung Hugo Pratts in dem italienischen Comicmagazin Sgt. Kirk veröffentlicht. Neben weiteren Werken entstand auch eine Comic-Biographie von Billie Holiday.

## Stil
Seine Schwarz-Weiß-Zeichnungen sind klar und schnörkellos, der Verzicht auf Grautöne führt zu harten Kontrasten, die Mimik und Gestik der Figuren wird häufig übersteigert und verzerrt.

## Auszeichnungen
- 1978: Bestes internationales realistisches Werk beim Festival International de la Bande Dessinée d’Angoulême
- 1983: Bestes Album für Alack Sinner, Band 2: Flic ou privé beim Festival International de la Bande Dessinée d'Angoulême
- 1994: Harvey Award für Billie Holiday als Best American Edition of foreign Material
- 1995: Prix de l'École supérieure de l'image beim Festival International de la Bande Dessinée d'Angoulême
- 2002: Max-und-Moritz-Preis, Sonderpreis für das Lebenswerk
- 2007: Grand Prix de la Ville d’Angoulême beim Festival International de la Bande Dessinée d'Angoulême